# Phlogochroa fontainei
Phlogochroa fontainei là một loài bướm đêm trong họ Noctuidae.